# Surinam (rijeka)
Surinam (niz. Surinamerivier) je rijeka u Surinamu duga 480 km. 
Izvori rijeka Gran Rio i Pikin Rio, koji sutokom tvore rijeku Surinam, nalaze se u Gvajanskom visočju na granici između planina Wilhelmina i Eilerts De Haan. Rijeka teče uz gradove Brokopondo, Berg en Dal, migrantske zajednice Klaaskreek i Nieuw- Lombé, Jodensavanne, Karolina, Ornamibo i Domburg, prije nego što dođe do glavnoga grada Paramariba na lijevoj obali i Meerzorga na desnoj obali. Kod grada Nieuw Amsterdam spaja se s rijekom Commewijne i odmah nakon toga ulijeva u Atlantski ocean.
Rijeka ima nekoliko niza brzaka, kao i nekoliko brana, od kojih je najveća Afobaka Tok rijeke prekida akumulacijsko jezero Brokopondo, koji njen tok dijeli na dva dijela. 

## Vanjske poveznice
|  | Zajednički poslužitelj ima još gradiva o temi Surinam (rijeka) |